# Adolfo Schwelm Cruz
Adolfo Schwelm Cruz (né le 28 juin 1923 à Buenos Aires et mort le 10 février 2012) est un ancien pilote argentin de course automobile. Il a notamment disputé le Grand Prix d'Argentine 1953, sur Cooper où il se qualifie treizième mais perd une roue et doit abandonner.
Il est champion d'Argentine 1951 de voitures de sport.

## Résultats en championnat du monde de Formule 1
| Saison | Écurie             | Châssis | Moteur             | Pneus  | GP disputés | Points inscrits | Classement |
| ------ | ------------------ | ------- | ------------------ | ------ | ----------- | --------------- | ---------- |
| 1953   | Cooper Car Company | T20     | Bristol 6 en ligne | Dunlop | 1           | 0               | nc.        |